# فلاویو نازینیو
فلاویو نازینیو (انگلیسی: Flávio Nazinho؛ زادهٔ ۲۰ ژوئیهٔ ۲۰۰۳) بازیکن فوتبال است.
وی همچنین در تیم‌های ملی فوتبال زیر ۱۶ سال پرتغال، زیر ۱۸ سال پرتغال، و زیر ۱۹ سال پرتغال بازی کرده‌است.